# Love is in the Bin
Love is in the Bin è una performance d'arte del 2018 realizzata da Banksy durante un'asta di Sotheby's attraverso l'inaspettata autodistruzione di una rivisitazione pittorica del murale Girl with Balloon appena battuta all'asta per la somma di 1.042.000 sterline. L'autodistruzione è risultata incompleta, per un inceppamento del meccanismo, a dispetto delle intenzioni iniziali, a detta dell'artista.
Secondo Sotheby's, è "la prima performance d'arte realizzata durante un'asta".
Dal 2019, l'opera è stata esposta presso la Staatsgalerie di Stoccarda, per poi essere rivenduta per 18,5 milioni di sterline, il 14 ottobre 2021, a un collezionista privato.